# Університет Миколая Коперника
Університет Миколая Коперника (пол. Uniwersytet Mikołaja Kopernika w Toruniu — UMK; лат. Universitas Nicolai Copernici) — державний університет у Польщі, розташований у Торуні (академмістечко знаходиться в Торуні на Білянах), з відділенням у Бидгощі. Крім Торуня і Бидгоща, існують філії в Грудзьонзі, де ведеться навчання за 5 напрямками, а також у Влоцлавеку, де навчаються студенти теології. Університет також керує дослідницькою станцією на Шпіцбергені.
Згідно з рейтингом 2008 року, університет знаходиться на 5-му місці серед університетів Польщі та на 1-му місці в регіоні.
Місія університету полягає в розвитку і поширенні знань через навчання студентів, навчання наукових працівників, проведення наукових досліджень і надання їх результатів широкої громадськості. 

## Факультети
Університет Миколая Коперника (включаючи Collegium Medicum у Бидгощі) має 16 факультетів:
- Факультет біології і наук про Землю (пол. Wydział Biologii i Nauk o Ziemi)
- Факультет хімії (пол. Wydział Chemii)
- Фармацевтичний факультет в Collegium Medicum у Бидгощі (пол. Wydział Farmaceutyczny)
- Філологічний факультет (пол. Wydział Filologiczny)
- Факультет фізики, астрономії та прикладної інформатики (пол. Wydział Fizyki, Astronomii i Informatyki Stosowanej)
- Півніцька астрономічна обсерваторія
- Факультет гуманітарних наук (пол. Wydział Humanistyczny)
- Лікувальний факультет в Collegium Medicum у Бидгощі (пол. Wydział Lekarski Collegium Medicum w Bydgoszczy)
- Факультет математики та інформатики (пол. Wydział Matematyki i Informatyki)
- Факультет економіки та управління (пол. Wydział Nauk Ekonomicznych i Zarządzania)
- Історичний факультет (пол. Wydział Nauk Historycznych)
- Факультет наук про здоров'я в Collegium Medicum у Бидгощі (пол. Wydział Nauk o Zdrowiu Collegium Medicum w Bydgoszczy)
- Факультет педагогіки (пол. Wydział Nauk Pedagogicznych)
- Факультет політології і міжнародних досліджень (пол. Wydział Politologii i Studiów Międzynarodowych)
- Факультет права та адміністрації (пол. Wydział Prawa i Administracji)
- Факультет образотворчого мистецтва (пол. Wydział Sztuk Pięknych)
- Факультет теології (пол. Wydział Teologiczny)

## Відомі викладачі та випускники
- Яцек Єрка
- Яніна Охойська
- Роман Якимович
- Вільгельміна Івановська